# 特姆納鄉
44°34′N 23°01′E / 44.567°N 23.017°E
特姆納鄉（羅馬尼亞語：Comuna Tâmna, Mehedinți），是羅馬尼亞的鄉份，位於該國西南部，由梅赫丁茨縣負責管轄，面積100平方公里，海拔高度232米，2007年人口3,400，人口密度每平方公里34人。